# Kosaka (Akita)
Kosaka (jap. 小坂町, -machi) ist eine japanische Gemeinde in der Präfektur Akita im Landkreis Kazuno.

## Weblinks

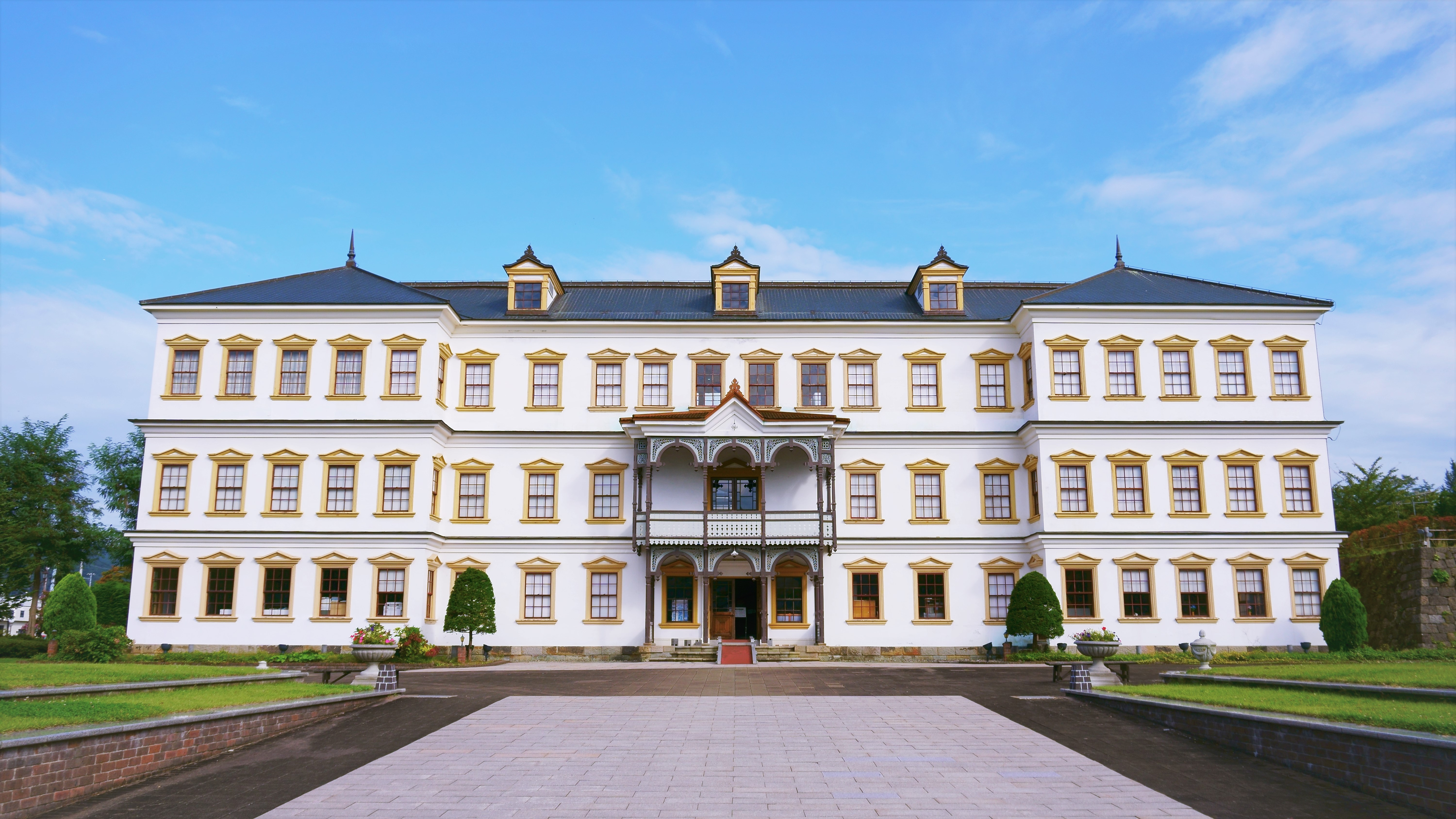
Kosaka-Minenbüro (Stadt Kosaka, Präfektur Akita)

## Angrenzende Städte und Gemeinden

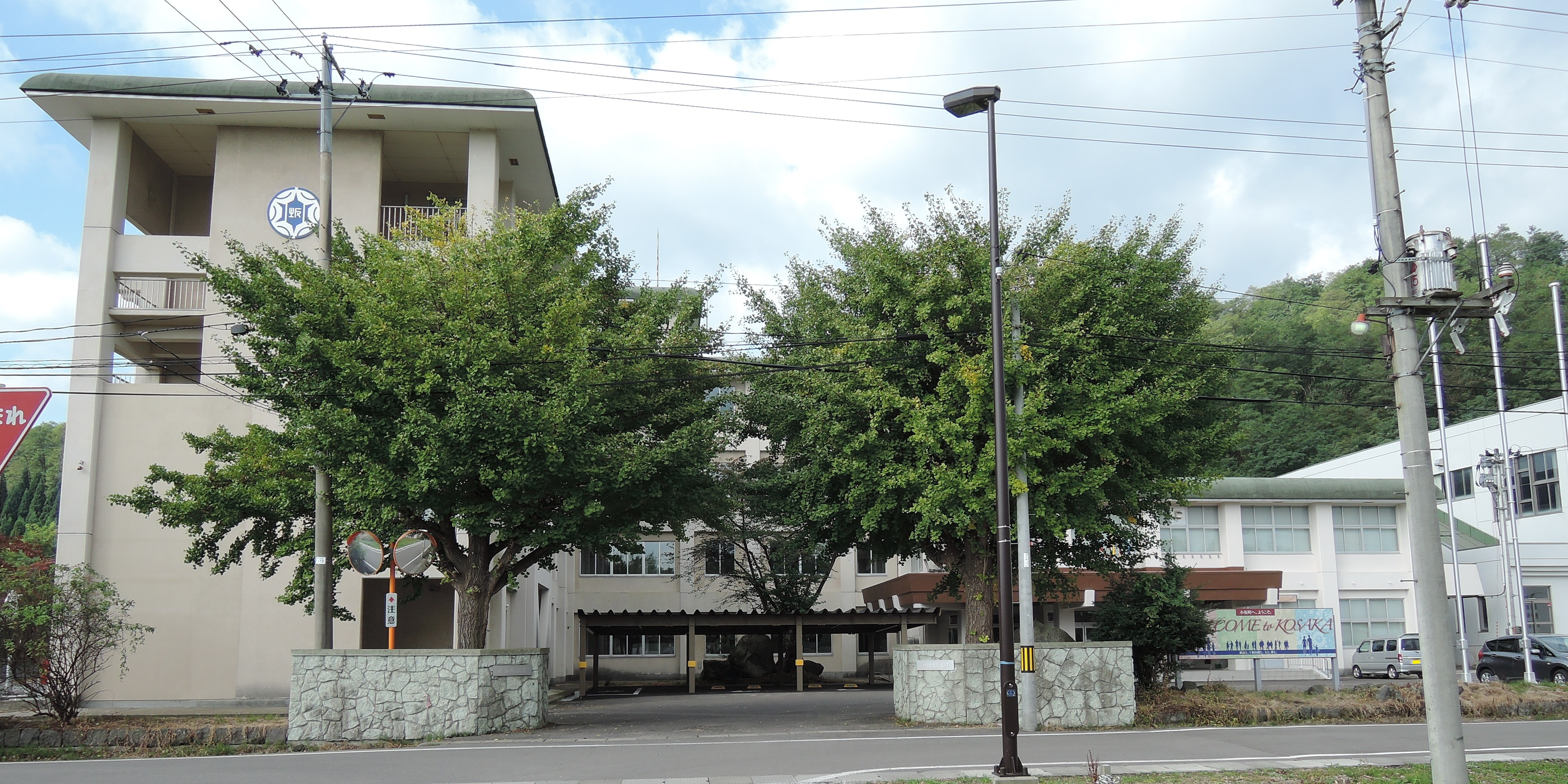
Rathaus

- Kazuno
- Odate
- Towada
- Hirakawa